# In morte di Domenico Balestrieri
In morte di Domenico (títol original en toscà, en llombard: In mort de Domènegh Balestrer; en català: En la mort de Domenico Balestrieri) és un sonet de Giuseppe Parini que va escriure el 1780 per a homenatjar Domenegh Balestrer, mort recentment.

## Descripció
Parini plasma el dialecte milanés com una flauta travessera de Carlo Maria Maggi, dramaturg dels darrers anys del segle XVII i creador del personatge de Meneghino. Esta flauta va passar a dos o tres autors més valuosos, que no són anomenats, però que els experts atribuixen a Carl'Antonio Tanzi, Girolamo Birago, Stefano Simonetta i Pietro Cesare Larghi.
Amb la mort d'estos autors només en va quedar un per fer-ne ús: il Meneghino, és a dir, Domenegh Balestrer, que va publicar les seves pròpies rimes com Rimm milanes de Meneghin Balestreri el 1744. Balestrer va saber fer riure i plorar amb la seua obra; ple de mèrits i elogis, ara també és mort i aquest instrument continua sent inutilitzat. Parini convida, doncs, els joves autors insolents a no fer servir el milanés amb facilitat perquè, pensant que és una cosa senzilla, s'arrisquen a riure.